# 冷凍冷蔵車
冷凍冷蔵車（れいとうれいぞうしゃ）は、生鮮食品など保冷を要する商品を、適切な一定の温度に保ちつつ輸送する目的で設計された、貨物自動車かつ特種用途自動車（8ナンバー車）である。

## 概要

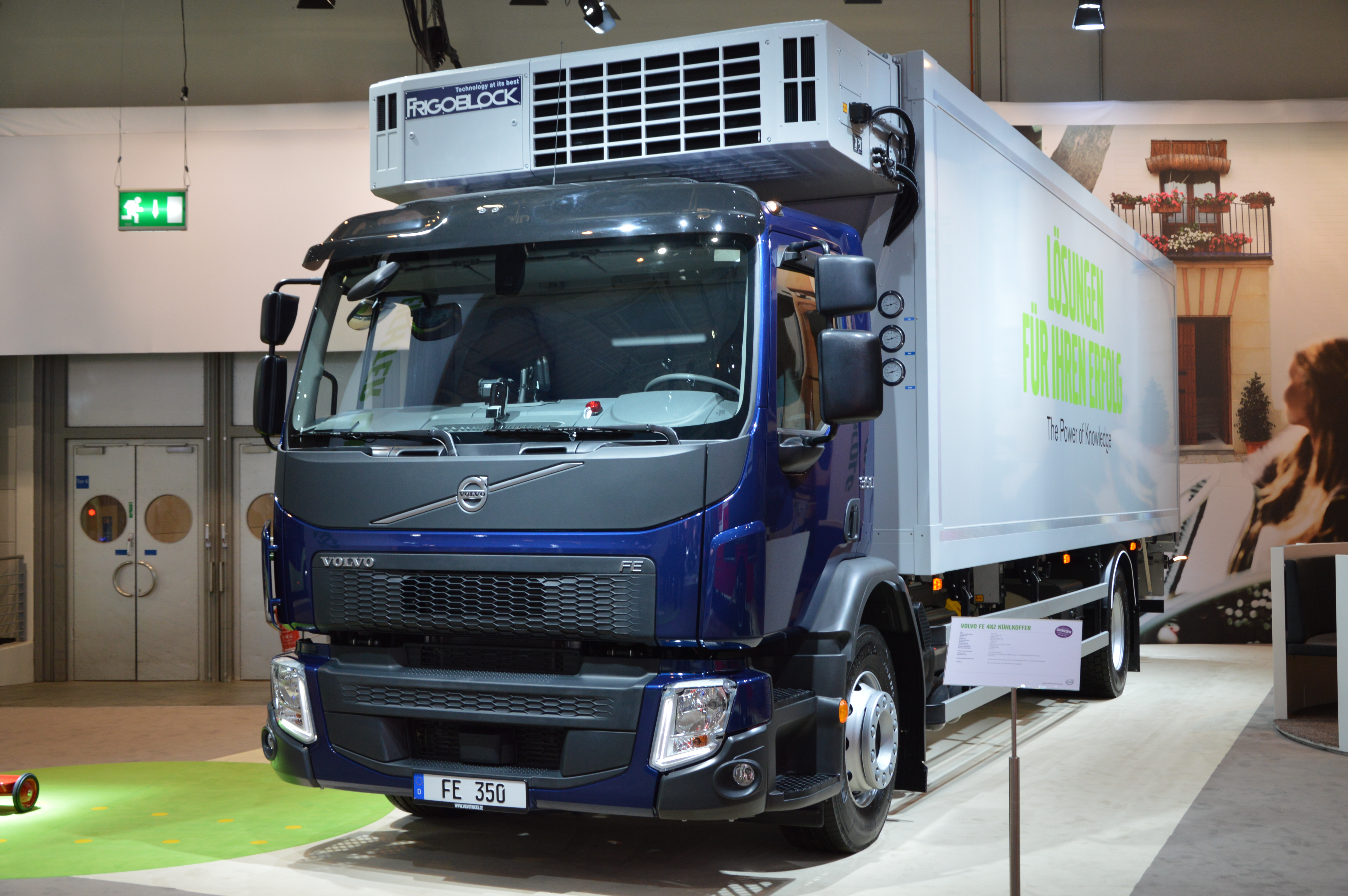
冷凍冷蔵装置を搭載したボルボ・FE

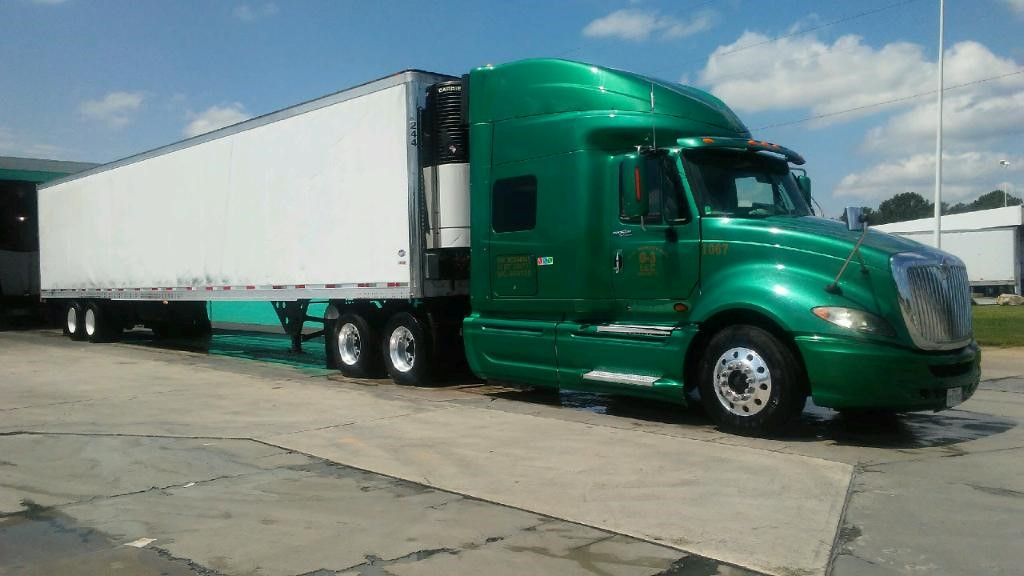
G-3 Resources LLC社のトラクター及び冷凍冷蔵セミトレーラー

一般的な貨物を運ぶトラックまたはバンとは異なり、荷台部分には鉄道貨車の冷蔵車のように断熱材が使われており、単純な通風構造ではない。また、何らかの冷却装置が設置されている。

### 冷却の方式

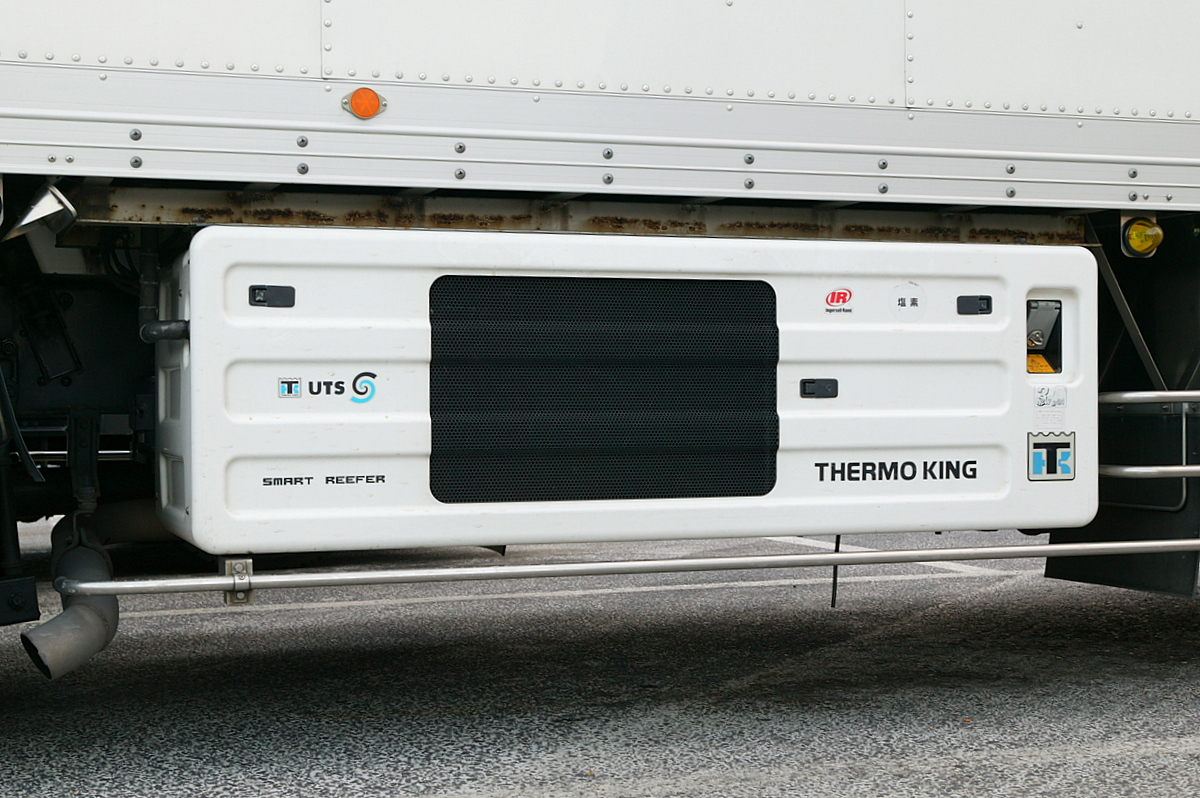
サーモキング社の冷蔵ユニット

冷却装置としては、直接的な冷却方法、たとえば氷や二酸化炭素（ドライアイスまたは液体）や液体窒素を使うもの、および機械的なもの（具体的には冷凍機）に大別される。
貨物自動車（トラック）の冷凍機はディーゼルエンジンを動力源とするものが主流で、旅客自動車（バス車両）の冷房装置と同様に、冷凍機の動力源として自動車本体のエンジンを使用する機関直結式（単に「直結式」とも呼ばれる）と、小排気量の専用エンジンを別に搭載する独立機関式（サブエンジン式）が設定されており、車種や使用条件によって選択される。また多くの車では、エンジンを動かせない環境（フェリーによる輸送中など）でも荷台部分の温度を維持するための「スタンバイ装置」を搭載しており、外部電源を繋いで冷凍機を動かせるようになっている。
また、燃料電池を使用した補助電源の研究も行われている  。

### 実装と運用の形態
トラックまたはバンの特装車の形態を取るもの、および、セミトレーラーの形態を取りトラクタートラックで牽引されるものに大別される。
また、冷凍・冷蔵コンテナをトレーラーやドーリー（台車）に搭載する形態も取られる。この場合、コンテナに内蔵した冷凍機さえ動いていれば、実際の荷物を逐一積み替えずにコンテナごと積み替えることが可能となる等、国際的な輸送や長距離輸送で利点が大きい。ただしコンテナの外形寸法はISO規格（日本国内であればJIS規格）の規定に沿う必要があり、特装車に比べ外形が長尺化・大型化する。
アメリカやヨーロッパでは、冷凍冷蔵車を含むトラックをそのまま貨車（長物車・車運車）に積載する「ピギーバック輸送」も実施されている。

## 歴史
最初の機械的方法による冷凍冷蔵車は、1925年頃にアメリカのアイスクリーム業界により導入された  。
1940年頃からアメリカの物流業界において、貨物を低温に保ったまま輸送するコールドチェーンが導入された。フレデリック・マッキンリー・ジョーンズ が考案して出願したトラック用冷蔵装置の特許は、1940年7月12日に成立した  。彼が創立した U.S. Thermo Control Company （現：Thermo King、サーモキング社）は、現在でも車載用の冷凍冷蔵装置で全世界において高いシェアを有している。
コールドチェーンの概念と冷凍冷蔵車が広く普及して以降、生鮮食品や医薬品（例えばワクチン）などの広域・遠距離流通と長期間保存が可能となった。
2010年時点では、世界中で約400万台の冷凍冷蔵車が運用中であると推計されている  。

## 主要製造メーカー
- 東プレ - 車載式空調機を開発する国内最大手メーカー。
- 菱重コールドチェーン - 車載式空調機大手の三菱重工業グループ企業。
  - トーハツ - 菱重コールドチェーンに対しOEM供給を行う。
- デンソー - 車載式空調機を開発する国内メーカー。
- 東光冷熱エンジニアリング - 主に小型車向けの空調機を専業とする国内メーカー。
- ダイキン工業 - 大手空調機メーカー。主に海上コンテナ向け。
- キャリア - アメリカ、レイセオン・テクノロジーズ傘下の車載式大手空調機メーカー。日本では東芝と提携して東芝キヤリアを展開。
- サーモキング - アメリカ、トレイン・テクノロジーズ（英語版）傘下の車載式大手空調機メーカー。
- FRIGOBLOCK（フリゴブロック） - 欧州における車載式空調機器大手企業。ドイツに本社を構えトレイン・テクノロジーズ傘下企業となる。

## 陸上自衛隊の冷凍冷蔵車

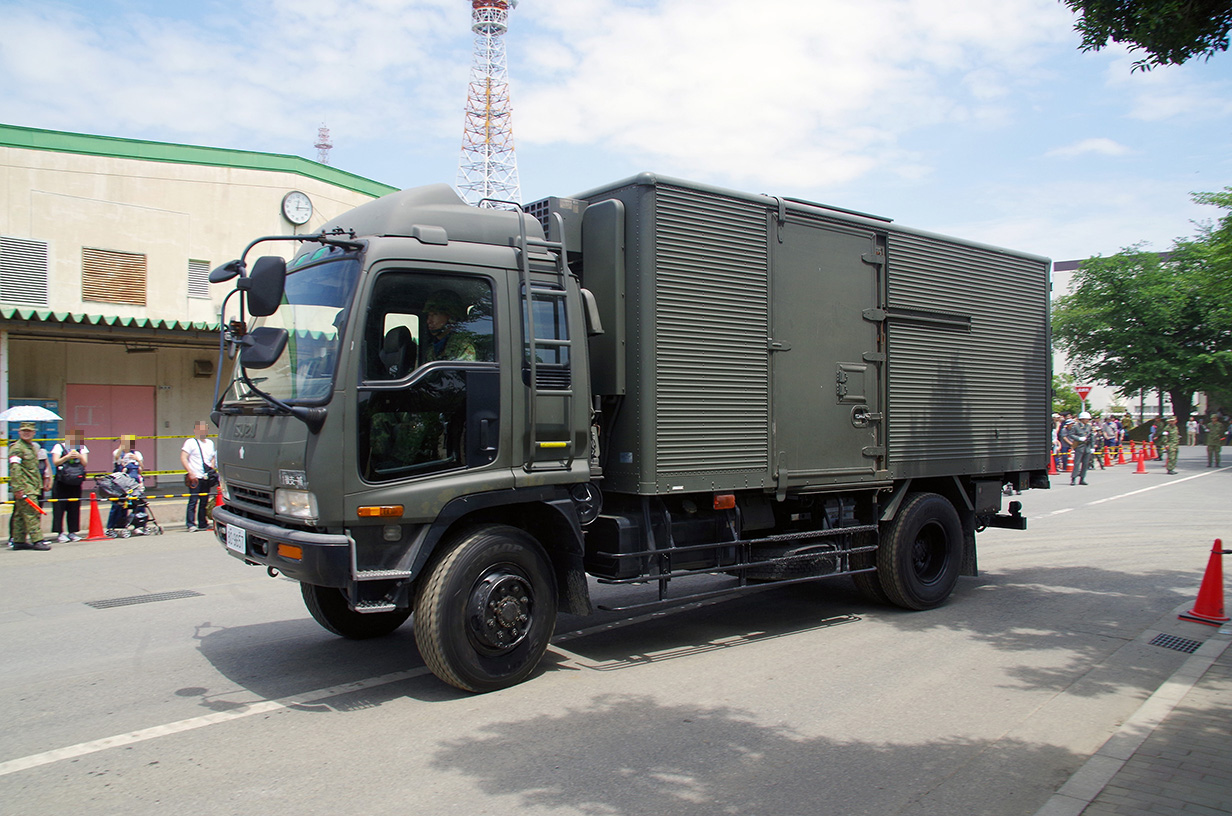
冷凍冷蔵車（陸上自衛隊、市販車タイプ）

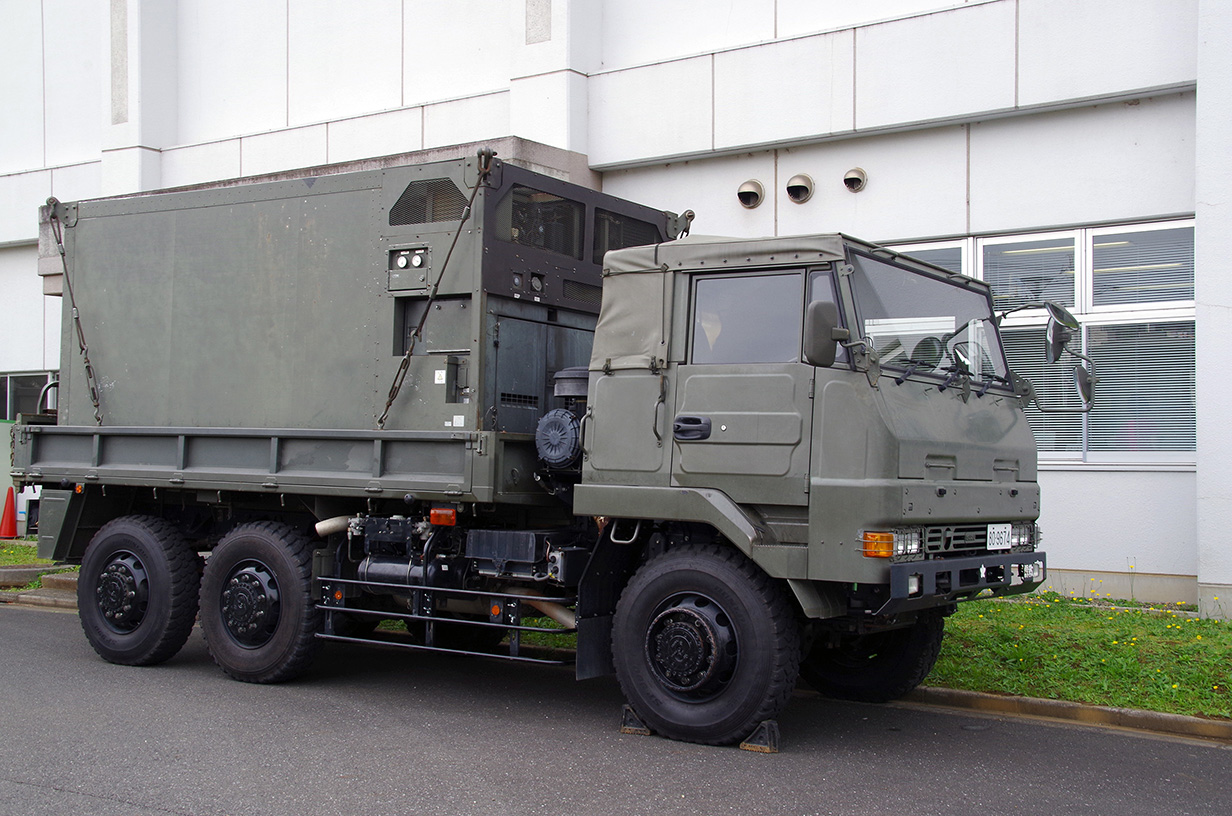
冷凍冷蔵車（陸上自衛隊、基準車タイプ）

冷凍冷蔵車（れいとうれいぞうしゃ）は、日本の陸上自衛隊の装備。主に需品科が運用する。

### 概要
野外において生鮮食品等の輸送・保管に使用されるものである。冷凍装置、冷凍ユニット（市販車はこれらに加えボデー）から構成され、後方支援連隊補給隊（以前は師団補給隊）、需品教導隊等が装備する。
導入初期から市販車を競争入札で調達していたが、国際活動の活発化などに伴い不整地の走破能力が重視されるようになったため、2000年（平成12年）度調達車から4WD仕様となった。さらに、2008年（平成20年）度調達車からは基準車（3トン半）ベースのシェルタ搭載仕様となった。
東チモールPKOおよびイラク人道復興支援業務では、派遣部隊への給食支援に使用された。

### 諸元
- 全長：8,000mm
- 全高：3,000mm（市販車タイプ）・3,300mm（基準車タイプ）
- 全幅：2,500mm
- 車体重量：9,500kg（市販車タイプ）・10,700kg（基準車タイプ）
- 最大積載量：15.5立方メートル、3,500kg（市販車タイプ）・3,000kg（基準車タイプ）
- 最高速度：80km/h
- 出力：130PS（市販車タイプ）・150PS（基準車タイプ）
- 庫内温度：外気温度38℃のとき5℃～-18℃（市販車タイプ）・0℃～-18℃（基準車タイプ）
- 能力：1日あたり13,000人の支援が可能

### 製作
- 市販車タイプ
  - 三菱自動車工業（現：三菱ふそうトラック・バス）
  - 日産ディーゼル工業（現：UDトラックス）
  - いすゞ自動車
  - 日野自動車

- 市販車タイプ（4WD・平成12年度以降調達車）
  - いすゞ自動車
  - 日野自動車

- 基準車タイプ（平成20年度以降調達車）
  - いすゞ自動車（車体）・東プレ（冷凍装置および冷凍ユニット）